# Julio Rey
Julio Rey de Paz (ur. 13 stycznia 1972 w Toledo) – hiszpański lekkoatleta specjalizujący się w biegach długodystansowych, przede wszystkim w maratonie. Uczestnik letnich igrzysk olimpijskich w Atenach (2004) i Pekinie (2008), wicemistrz świata z Paryża (2003), dwukrotny brązowy medalista mistrzostw Europy z Monachium (2002) oraz Göteborga (2006).

## Finały olimpijskie
- 2004 – Ateny, bieg maratoński – 58. miejsce
- 2008 – Pekin, bieg maratoński – nie ukończył

## Inne sukcesy sportowe
- czterokrotny zwycięzca Hamburg-Marathon w Hamburgu – 2001, 2003, 2005, 2006
- czterokrotny mistrz Hiszpanii (bieg na 10 000 m – 1997, półmaraton – 2004, bieg przełajowy na długim dystansie – 1997 i 1998)[1].
- 1997 – Ateny, mistrzostwa świata – VIII miejsce w biegu na 10 000 m
- 1997 – Oeiras, mistrzostwa Europy w biegach przełajowych – brązowy medal w drużynie (9,3 km)
- 1998 – Budapeszt, mistrzostwa Europy – IV miejsce w maratonie
- 1998 – Ferrara, mistrzostwa Europy w biegach przełajowych – brązowy medal w drużynie (9,7 km)
- 1999 – Rotterdam, maraton rotterdamski – III miejsce
- 2002 – Monachium, mistrzostwa Europy – brązowy medal w biegu maratońskim
- 2002 – Tokio, maraton tokijski – III miejsce
- 2003 – Paryż, mistrzostwa świata – srebrny medal w biegu maratońskim
- 2005 – Helsinki, mistrzostwa świata – VIII miejsce w biegu maratońskim
- 2005 – Fukuoka, maraton w Fukuoce, II miejsce
- 2006 – Göteborg, mistrzostwa Europy – brązowy medal w biegu maratońskim

## Rekordy życiowe
- bieg na 3000 metrów – 7:54,40 – Sewilla 29/05/1997
- bieg na 5000 metrów – 13:22,13 – Hechtel 01/08/1998
- bieg na 10 000 metrów – 27:47,33 – Lizbona 04/04/1998
- półmaraton – 1:02:10 – Bruksela 05/05/2002
- bieg na 30 kilometrów – 1:30:08 – Hamburg 24/04/2005
- maraton – 2:06:52 – Hamburg 23/04/2006 (rekord Hiszpanii)